# Cantó de Bòrt
El cantó de Bòrt és un cantó francès del departament de la Corresa, situat al districte d'Ussel. Té 10 municipis i el cap és Bòrt.

## Municipis
- Bòrt
- Marjarida
- Monestièr e Port Dieu
- Confolens
- Sent Bonet prep Baurt
- Sent Julian prep Baurt
- Sent Victor
- Sarron
- Talamin
- Veirièras

## Història
| Data d'elecció                           | Identitat          | Partit           | Qualitat |
| ---------------------------------------- | ------------------ | ---------------- | -------- |
| 1974-                                    | Jean-Pierre Dupont | RPR, després UMP |          |
| les dades anteriors no són pas conegudes |                    |                  |          |
|                                          |                    |                  |          |

| 1962  | 1968  | 1975  | 1982  | 1990  | 1999  | 2006  |
| ----- | ----- | ----- | ----- | ----- | ----- | ----- |
| 6.664 | 7.043 | 6.840 | 6.155 | 5.838 | 5.150 | 4.991 |